# Honduraská vlajka

Honduraská vlajka
Poměr stran: 1:2

Honduraská námořní válečná vlajka
Poměr stran: 1:2

Vlajka Hondurasu byla přijata 16. února 1866, schválena byla v lednu 1949. Je založena na podobě vlajky Spojených středoamerických provincií. Skládá se ze tří vodorovných pruhů, krajní modré symbolizují Karibské moře a Tichý oceán. Pět modrých hvězd uprostřed vlajky, sestavených do tvaru písmene X značí pět bývalých spojených provincií (Salvador, Kostarika, Nikaragua, Honduras a Guatemala) jakož i naději, že tyto národy v budoucnu znovu vytvoří společný stát.
Hvězdy jsou uspořádány tak, že první a poslední dvě jsou umístěny v 1/3 a 2/3 délky vlajky.

Rozměry honduraské vlajky

## Historie
Roku 1502 se na pobřeží dnešního Hondurasu vylodil během své čtvrté výpravy Kryštof Kolumbus. V letech 1524–1526 obsadil toto území španělský kolonizátor a conquistador Hernán Cortés. Roku 1525 se Honduras stal součástí Španělska a v roce 1539 součástí generálního kapitanátu Guatemala (jako provincie Comayagua). Prvními vlajkami v pokolumbovské éře tedy byly španělské vlajky, od roku 1785 státní a válečná vlajka Španělského království.
15. září 1821 získal Honduras nezávislost, ale již 2. prosince byl připojen k Mexiku, resp. k Mexickému císařství a začaly se používat tehdejší mexické vlajky v různých historických variantách.

Španělská vlajka Hondurasu (1785–1821)
Mexická vlajka Hondurasu (1821–1823) Poměr stran: 4:7
Mexická vlajka Hondurasu (1823) Poměr stran: 4:7

Po abdikaci mexického císaře Agustína de Iturbide (19. března 1823) začaly sílit snahy Hondurasu o nezávislost. Tyto snahy reprezentovala vlajka s modro-bílo-modrými horizontálními pruhy, pravděpodobně používaná v letech 1839–1866. 1. července 1823 se Honduras stal členem nového státu: Spojené provincie Střední Ameriky 22. listopadu 1824 přejmenovaného na Federativní republika Střední Ameriky. 21. srpna 1823 byla schválena vlajka s modro-bílo-modrými horizontálními pruhy a státním znakem uprostřed bílého pruhu (ten byl 10. dubna 1825 změněn). Mimo Hondurasu byly členy federace ještě provincie Salvador, Guatemala, Kostarika a Nikaragua a krátce i Los Altos. Modré pruhy symbolizovaly (stejně jako na dnešní vlajce) dva oceány, mezi kterými stát leží: Atlantik (resp. Karibské moře) a Pacifik. Bílý pruh pak symbolizoval celistvost federace. Modro-bílo-modré pruhy se staly, přes mnohé pozdější změny znaků a symbolů umístěných uprostřed bílého pruhu, symbolem Hondurasu ale i ostatních členů federace.
16. září 1824 byl vyhlášen Stát Honduras, který však užíval předchozí vlajku Federativní republiky Střední Ameriky. Znak se poté několikrát změnil a vnitřní rozpory vedly k rozpadu federace a 5. listopadu 1938 k vyhlášení úplné nezávislosti. Vlajka federace se užívala až do roku 1866. Jiné zdroje uvádějí v letech 1839–1866 modro-bílo-modrou vlajku bez jakéhokoli znaku s různými poměry stran: 5:8, 1:2 či 1:4. Modrá barva vlajky byla tmavšího odstínu.

Vlajka Spojených provincií Střední Ameriky (1823–1825) Poměr stran: 2:3
Vlajka Federativní republiky Střední Ameriky (1825–1839) Poměr stran: 2:3
Honduraská vlajka (1839–1866) Poměr stran: různý

Od 16. února 1866 byla, po nařízení, které vydal Národní kongres Hondurasu, obchodní (národní) vlajkou modro–bílo–modrý list o poměru stran asi 3:8. V bílém pruhu bylo umístěno 5 modrých hvězd v uspořádání 2-1-2. Horní hvězdy představovaly Guatemalu a Nikaraguu, prostřední Honduras a dolní Salvador a Kostariku. Státní vlajkou na moři a válečnou vlajkou se stala podobná vlajka se státním znakem místo hvězd. Hvězdy byly seřazeny do oblouku pod znakem.
V krátkém období od 20. června 1895 do 21. listopadu 1898 byl Honduras spolu se Salvadorem a Nikaraguou členem federace Větší středoamerická republika. Ústava spolu s vlajkou byly schváleny až 1. listopadu 1898 Státní vlajka o poměru stran 3:5 připomínala vlajku federace z roku 1823 s novým znakem nové federace uprostřed. Po rozpuštění federace se Honduras vrátil k symbolům z roku 1866. Wikimedia Commons zobrazuje ale hvězdy žlutou barvou.
V roce 1935 začala (neoficiálně) národní vlajka s poměrem stran 1:2 plnit i roli vlajky státní. Byla stanovena jednotná podoba znaku. Znak v této podobě (téměř totožný se znakem z roku 1866) se používá bez změn dodnes. Hvězdy jsou oproti předchozí vlajce dále od sebe. Vlajky byly oficiálně schváleny až v lednu 1949.

Honduraská vlajka (1866–1898) Poměr stran: ~3:8
Alternativní honduraská vlajka (1866–1898) Poměr stran: ~3:8
Vlajka Větší středoamerické republiky (1898) Poměr stran: 3:5
Honduraská vlajka (1898–1949) Poměr stran: 1:2
Honduraská vlajka (1949–2022) Poměr stran: 1:2

V roce 2021 doporučila Národní autonomní univerzita v Hondurasu užívat vlajku s azurovou barvou –  tak, jak bylo stanoveno dekretem z roku 1949, v praxi se však užívala vlajka s tmavě modrou vlajkou. Tyrkysové vlajky se začaly vyvěšovat po inauguraci prezidentky Xiomary Castrové (27. ledna 2022).

## Den honduraské vlajky
V roce 1943 byl nařízením honduraského Národního kongresu č. 5 ze dne 7. června stanoven den národní vlajky Hondurasu na 14. červen. V roce 1995 byl tento den (nařízením č. 84-95 ze dne 23. května) změněn na 1. září. Všechny státní instituce ale i veřejnost vzdává tento den hold honduraské vlajce. Důvod původního data i změny na současný jsou neznámé.